# 도호쿠 지방 태평양 해역 지진과 쓰나미의 발생 구조

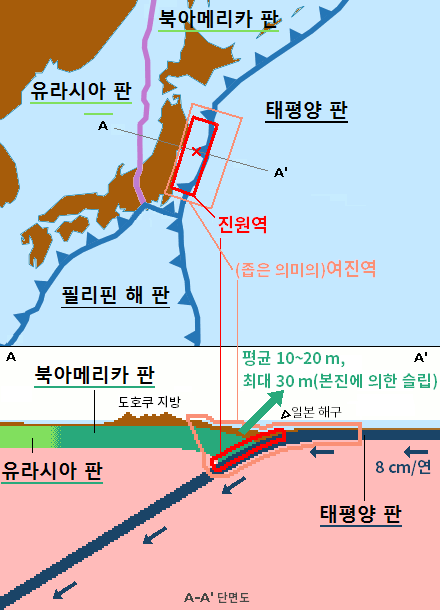
도호쿠 지방 태평양 해역 지진의 발생 구조

이 문서에서는 2011년 도호쿠 지방 태평양 해역 지진 및 이 지진으로 일어난 지진 해일이 일어난 원인과 그 발생 구조에 대해 설명한다.

## 개요
도호쿠 지방 태평양 해역 지진은 2011년 3월 11일 14시 46분(JST) 미야기현 앞바다에서 일어난 거대지진이다. 진원 깊이는 약 24km이며, 지진이 발산한 에너지의 총 크기인 모멘트 규모는 Mw9.0-9.1로 일본 국내에서 관측한 지진 중 가장 규모가 크다. 전세계적으로 봐도 1900년 이후 일어난 지진 중 1960년 발디비아 지진(Mw 9.4~9.6), 1964년 알래스카 지진(Mw 9.2~9.4), 2004년 인도양 지진 해일(Mw 9.1~9.3)에 이어 1952년 세베로쿠릴스크 지진(Mw 8.9~9.0)과 같거나 큰 규모의 초거대지진이다.
도호쿠 지방 태평양 해역 지진은 동북일본이 얹혀진 대륙지각이 일본 해구에서 가라앉고 있는 태평양 판에 끌려가 생긴 변형이 한꺼번에 방출되면서 생긴 태평양 판 얕은 곳에서 일어난 판 경계형 지진이다. 진원 지역이 되는 단층 영역은 가로 150-200km, 세로 400-500km이나 다른 규모 M9급 지진에 비해서는 미끄러진 단층 크기가 작은 편이다. 한편 미야기 현 앞바다의 일본 해구의 해구축 부근에서는 국지적으로 50m 이상 지각이 이동한 것으로 추측하고 있는데, 이정도의 양은 지금까지 관측된 초거대지진의 미끄럼양보다 훨씬 크다.
지진으로 동북일본이 얹혀진 대륙판의 해수면 아래 지역이 크게 이동하면서 매우 큰 해일이 일어나며 도호쿠 지방 태평양 연안을 중심으로 쓰나미 피해가 많이 일어났다. 또한 규모 M9의 거대지진으로 큰 지각변동이 일어나 동북일본 지역이 동쪽으로 크게 끌려가 도호쿠 지방 태평양 연안 지역이 침강하였다. 지진 후에도 지각변동이 계속되고 있어, 지금까지 동서방향으로 압축하는 힘이 작용하던 곳이 당겨지는 힘이 작용하게 되어 여진이나 유발지진 활동, 화산 활동도 이어지고 있다.
일본지진학회 지진예지연구회가 2007년 간행한 '지진예지과학'에서는 돌기 모델(애스패리티)로 지진이 일어난다는 견해를 이용하여 장기적인 지진 발생 예측을 하여 어느 지역에 어느 규모의 대지진이 일어날지 대략적 예측이 가능하다고 밝혔다. 그러나 실제로는 전혀 예측하지 못했던 규모 Mw9.0급의 지진이 도호쿠 지방 태평양 연안 판 경계 지역에서 일어나 지진학계 전반에서 충격을 주었고, 2011년 10월 추계 지진학회 대회에서는 그동안 연구에 대한 재고가 이루어졌다. 지진이 일어나기 전까지 도호쿠 지방 태평양 연안에 릭터 규모 M9 이상의 초거대지진이 올 것이라는 것은 전혀 가정하지 못했으며, 지금까지의 지진학계에 연구 진행 방식에 대해 반성이 이루어지며 초거대지진의 발생 구조에 대한 연구가 다시 진행되고 있다.
| 지진                         | 단층 길이(km) | 단층 폭(km) | 평균이동량(m) | 최대이동량(m) | Mw  |
| 1960년 칠레 지진             | 1000          | 200         | 25            | 40            | 9.5 |
| 2004년 인도양 지진 해일      | 1000          | 150         | 15            | 25            | 9.2 |
| 도호쿠 지방 태평양 해역 지진 | 400           | 200         | 10            | 50 이상       | 9.0 |
| 1923년 간토 대지진           | 100           | 50          | 5             | 10            | 7.9 |
| 1995년 효고 현 남부 지진     | 50            | 15          | 2             | 2.4           | 7.0 |

## 동북일본의 판 활동과 지진
도호쿠 지방 태평양 연안의 일본 해구는 태평양판이 가라앉는 곳이다. 지구에서 가장 큰 판인 태평양 판은 일본 열도 아래로 가라앉고 있으며, 도호쿠 지방 태평양 연안 지진은 판 섭입대 영역에서 일어난 판경계형 지진이다. 태평양 판은 현 동북일본의 원형이 완성된 약 1500만년 전부터 침강하고 있었다. 또한, 태평양 판이 가라앉으면서 상부 맨틀에 형성된 마그마가 분출하여 도호쿠 지방엔 화산대가 형성되어 있으며, 동북일본의 형성과 태평양 판에는 긴밀한 관계가 있다.

### 동북일본의 융기와 형성

약 350만년-200만년 전인 플리오세 중기-말기 피아첸츠절 일본 열도의 모습.

현재로부터 약 2000만년 전에는 지금의 동북일본을 비롯한 일본 열도 전부가 아시아 대륙 끄트머리에 붙어 있는 상태였다. 당시 일본 열도의 동쪽 바다엔 지금의 일본 해구와 같이 태평양 판이 가라앉고 있었으며, 지금의 남아메리카 서부 칠레와 비슷한 모양새였다. 그러나 약 2000만년 전 무렵부터 동아시아 대륙 지각 지구대가 움직이기 시작했다. 이 지구대는 확장을 계속하여 바다가 되었고 현재의 동해가 되었다. 동해가 확장되면서 동북일본은 반시계 방향으로 회전하여 아시아 대륙에서 떨어져나갔고, 약 1500만년 전에는 25도 정도 회전하면서 남하하며 지금 일본의 위치에 닿게 되었다.
동해가 형성되면서 일본 열도는 아시아 대륙에서 분리되어 현재의 모양처럼 섬이 되었으나, 동해가 만들어지며 지각이 길게 늘어져 광역 지반침하가 일어났다. 약 1500만년 전 일본은 열도 대부분이 해수면 아래에 있었으며, 특히 동북일본은 거의 전부가 수몰되어 있었다. 이후에도 동북일본은 동서로 당겨지는 힘이 걸려 수몰하고 있었다.
약 300만년 전부터는 일본 열도의 지질에 큰 변화가 일어났다. 동북일본은 이때까진 동서로 당겨지는 힘이 작용했으나, 반대로 압축되는 힘이 걸리게 된 것이다. 동북일본 지각이 동서 방향으로 압축되면서 수몰된 상태의 땅이 융기하기 시작했고, 현재의 동북일본 모양으로 육지가 드러났다. 동서 방향의 압축되는 힘과 동북일본의 융기는 오늘날까지 계속 이어지고 있다고 추정하고 있다.
그때까지 동북일본이 당겨지는 힘이 작용했다가 갑자기 압축되는 방향으로 힘이 작용하게 된 이유로는 일본 해구에서 태평양판이 섭입해 가라앉기 시작하면서 생긴 것으로 추정했으나, 도호쿠 지방의 신제3기 시기 화산분출물 분석에서는 약 1500만년 전 동북일본이 형성된 이후 지금까지 일정하게 가라앉고 있었던 것으로 추정된다. 따라서, 아무르 판이 동쪽으로 이동하면서 동해 동부 변동대가 만들어진게 지질학적 변화의 큰 이유라고 추정된다.

### 도호쿠 지방의 동서압축과 융기·침강
약 300만년 전부터 시작된 동서방향의 압축으로 인한 동북일본 지각은 나중엔 육지가 되었으며 현재까지 융기가 계속되고 있는 것으로 추정된다. 예를 들어, 리아스식 해안인 산리쿠 해안의 해안단구 분포 상태를 조사한 결과, 지난 12-13만년 사이 해안선이 대략 2-30m 융기한 것으로 밝혀졌다. 지난 10만년간 산리쿠 해안은 연간 0.3mm라는 느린 속도로 융기가 계속되고 있었다는 것이었다. 또한, GPS 조사를 통해 2011년 동북일본 지역이 수축하는 것이 발견되었는데, 이는 지각이 현재까지 동서방향으로 압력을 받기 때문인 것으로 추측된다.
하지만, 현재까지 도호쿠 지방이 동서압축을 받고 융기하고 있는지에 대해서는 논란이 있다. 1894년 오시카반도 이시노마키 시 아유카와(鮎川)를 시작으로 도호쿠 지방 태평양 연안 지역 각지에 험조소를 설치했는데, 이 중 2011년까지 30년 넘게 데이터가 쌓인 지역은 하치노헤시, 미야코시, 가마이시시, 오후나토시, 아유카와, 소마시, 오나하마 (구 이와키시) 7곳이다. 이 7개 험조소 중 오나하마 시를 제외한 6곳은 지속적으로 해수면이 상승하고 있었으며, 이는 도호쿠 지방 태평양 연안 지역 거의 전역에서 침강이 일어나고 있다고도 볼 수 있다. 또한 험조소의 데이터 외에도 1875년 시작된 수심 측량이나 GPS를 이용한 관측에서도 도호쿠 지방 태평양 연안 지역이 침강하고 있다는 것을 보여준다.
또한, 동서압축이 일어난다는 것도 논란이 일고 있다. 메이지 시대인 1883년 일본 육지측량부가 시작한 삼각 측량을 통한 측정값과, 일본 국토지리원의 GPS를 이용한 측정값을 서로 비교한 결과 도호쿠 지방의 지각은 거의 압축되지 않았거나, 일부 지역은 반대로 늘어나 신장된 곳이 있기도 했다는 결과가 나왔다. 즉, 300만년 전부터 현대까지 도호쿠 지방의 동서압축 및 융기에 대해서는 관측값들이 서로 모순되는 상태이다.
도호쿠 지방의 실제 측정값과 지형학적 관찰 결과를 통한 지각 변동 수치의 차이 및 모순은 도호쿠 지역 태평양 해역 지진 이전부터 꾸준히 나온 미해결 문제였다. 우선, 현대 GPS의 관측 결과에서는 동서 방향으로 압축을 받고 있다는 결론이 나오기 때문에, 19세기 측정한 삼각 측량의 측정값의 신뢰도가 많이 떨어진다는 의견이 있다. 또한, 메이지 시대 이후 도호쿠 지방에는 많은 지진이 일어나고 있는데 이 지진으로 일어난 지각 변동이 누적되면서 우연히 100년간 거의 변동이 없거나 약간 늘어난 것처럼 보였을 뿐이라는 의견도 있다. 이 경우에는 도호쿠 지방이 장기적으로 일정하게 늘어나는 방향의 힘이 작용하는 것을 보여주는 것이 아니라고 주장한다.
한편, 해수면을 기준으로 험조소에서 측정한 데이터로 드러난 도호쿠 지방 태평양 연안 전역의 침강 현상은 측정값의 신뢰성 문제가 아닌, 실제로 침강 현상이 일어나는 것으로 추정된다. 이 현상의 해석은 대표적으로 두가지인데, 첫번째는 약 300만년 전부터 시작된 동북지방의 융기 현상이 끝났다는 설이다. 하지만 이 해석은 큰 반박이 있다. 도호쿠 지방 태평양 연안 지역은 약 10만년 전의 해안선이 융기하여 만들어진 해안단구가 있다는 것이다. 만약, 약 300만년 전부터 시작된 융기가 끝나고 침강이 시작되었다면 10만년 전의 해안선이 융기해 만들어진 해안단구가 내륙에 있기 때문에 융기에서 침강으로 전환이 현대에 일어난 것이라고 해석할 수 밖에 없다. 하지만, 도호쿠 지방에서는 융기에서 침강으로 바뀌었다는 지형학적 증거를 찾아볼 수 없다.
약 300만년 전부터 계속되던 동북지방의 융기 현상이 멈추고 100년 전부터 도호쿠 지방 태평양 해역 지역에 침강 현상이 일어난 것처럼 보이는 것에는 또 다른 설명도 있다. 약 100여년의 기간 동안 도호쿠 지방 태평양 해역 지역을 융기시키는 지각 변동 현상을 관측하지 못했다는 설명이다. 100여년 동안 관측하지 못한 지각 변동 현상에는 2가지가 있다. 하나는 도호쿠 지방 태평양 해역 가까운 곳에서 일어나는 미지의 활단층 지진이고, 다른 하나는 일본 해구를 따라 일어나는 판 경계의 미지의 대규모 미끄럼이다. 후자의 현상은 이 미지의 대규모 미끄럼은 반드시 거대지진으로 일어나는 것은 아니며, 광범위한 범위에서 일어나는 현상이라 도호쿠 지방 태평양 해역 넓은 지역의 융기에 크게 기여할 것으로 추측했다. 도호쿠 지방 태평양 해역에서는 메이지 시대 이후 1896년 메이지 산리쿠 해역 지진, 1933년 쇼와 산리쿠 해역 지진, 1968년 도카치 해역 지진등 규모 8 이상의 지진이 꾸준히 일어났으나 도호쿠 지방 태평양 해역의 융기 현상은 관측되지 않았고, 현재까지 모르는 미지의 대규모 판 사이 미끄럼이 있을 것으로 추정되나 그 정체가 밝혀지진 않았다.

### 도호쿠 지방 태평양 해역에서 과거 지진과 돌기 모델

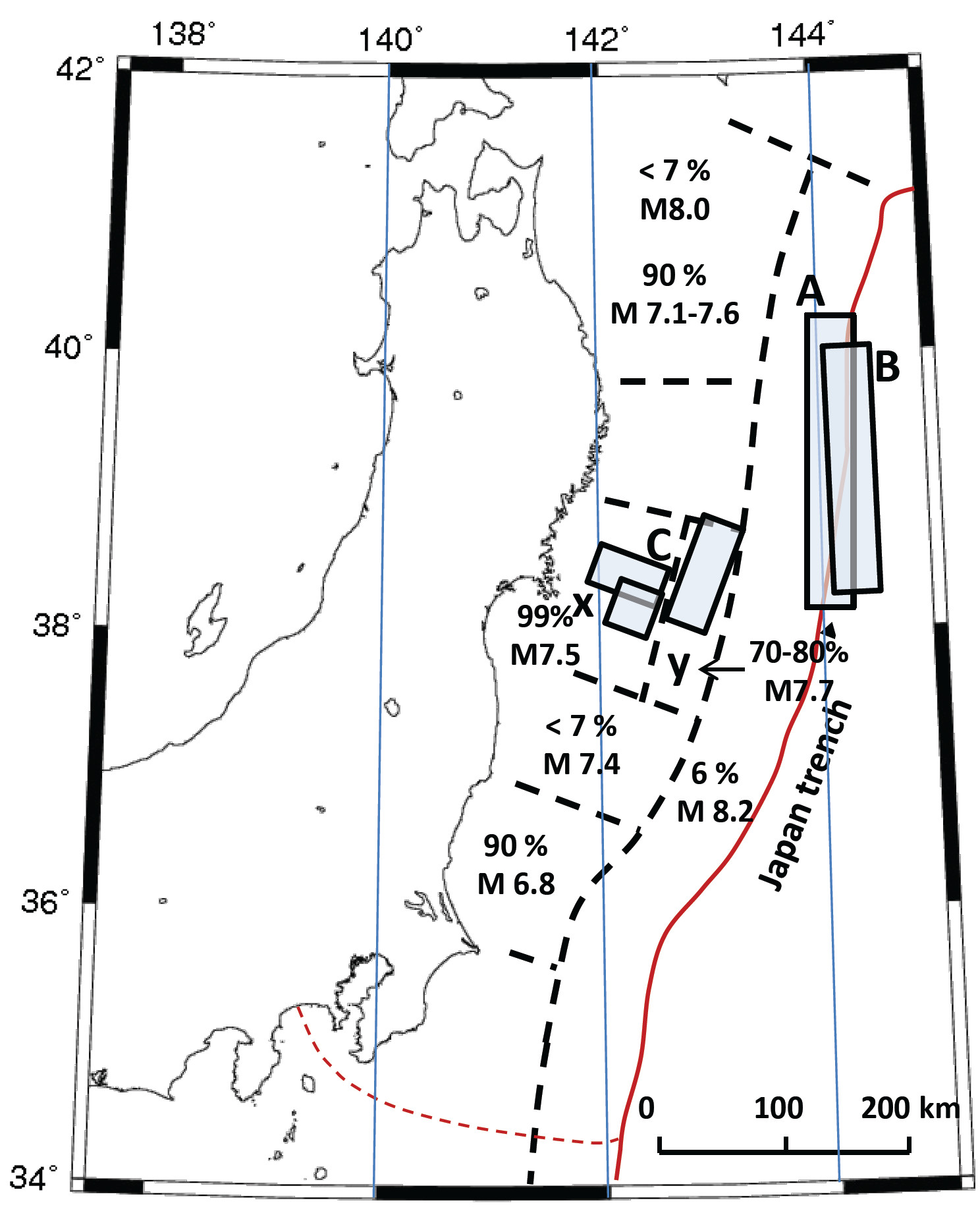
도호쿠 지방 태평양 해역의 추정 진원지 모델들. A와 B는 각각 메이지/쇼와 산리쿠 해역 지진 형태의 추정 진원 모델이며 C는 상정된 최대 규모의 미야기현 해역 지진 돌기 모델이다. X와 Y는 상정된 미야기현 해역 지진의 추정 '세그먼트'를 도식화한 것이다.

도호쿠 지방 태평양 해역에서는 현재까지 규모 7 이상의 지진이 주기적으로 일어나는 곳으로 알려져 있다. 예를 들어, 미야기 현 앞바다에서는 1793년 이후 릭터 규모 7-8급 지진이 3-40년 간격으로 반복해서 일어나고 있는 것으로 알려져 있었다. 마지막 미야기 현 지진이 1978년에 있었기 때문에, 본 지진 전까지 이 지역에서 거대한 지진이 발생할 것으로 알려져 있었다. 또한, 미야기 현 앞바다 지진처럼 특정한 주기를 가지고 반복하는 지진을 발견하였다. 이 지진들은 지진파 분석을 통해 지진이 일어나는 곳 단층면에 큰 미끄럼이 일어나는 곳에서 판 사이를 꽉 잡아당기는 돌기 같은 것이 존재한다는 것을 밝혀냈다.
또한 같은 곳에서 반복되는 지진은 이 돌기가 홀로, 또는 인접한 돌기를 끌여들어 여러 번 움직여 일어나는 것으로 생각할 수 있게 되었다. 예를 들어, 도호쿠 지방 태평양 해역에서 1968년 도카치 해역 지진으로 손상된 두개 돌기 중 남쪽 돌기는 1931년, 1994년에도 손상된 것으로 추정된다. 앞에서 언급한 미야기 현 앞바다 같은 경우에는 1933년, 1936년, 1937년 세차례 잇다라 발생한 진도 7의 지진으로 각각 손상된 돌기 전체가 1978년 미야기현 해역 지진으로 완전히 파괴된 것으로 추정되며, 2005년 발생한 지진으로 1936년 지진을 일으킨 돌기와 거의 같은 것이 파괴된 것으로 추정되나 아직 완전히 파괴되지 않은 돌기가 남아 있는 것으로 추정된다. 여기에, 1793년의 규모 M8.2로 추정되는 지진처럼 가끔 일본 해구를 따라 이어진 돌기와 연동되어 손상, 더 큰 지진이 일어날 수도 있을 가능성이 있다. 예를 들어, 미야기 현 앞바다 같은 경우에는 3-40년을 주기로 미야기 현 앞바다 돌기 혼자 파괴되는 경우와 다른 곳과 연동되어 파괴되는 경우 2가지가 반복되며 일어나는 것으로 추정된다.
그러나 도호쿠 지방 태평양 해역 지진을 '돌기 모델'로 설명하는 데 의문을 가지는 해석도 있다. 예를 들어, 돌기 하나가 파괴되어 일어난 미야기 현 앞바다 지진이라 해도 돌기가 파괴되는 상황은 다를 수 있으며, 앞으로 일어날 미야기 현 앞바다 지진이 지금까지 알려진 돌기 모델과 같을 것이라는 보장이 없다. 또한, 미야기 현 앞바다 지진으로 인해 일어나는 것으로 보이는 태평양 판의 침강 변형은 모든 변형의 대략 4분의 1 정도로 추정된다. 여기에 미야기 현 앞바다 남쪽의 후쿠시마 현 앞바다, 이바라키 현 앞바다에 과거에 거대지진이 일어나지 않은 것으로 추측되는 영역으로 변형이 퍼저, 이 지역에 태평양 판의 침강 변형은 계속 축적된 것으로 추정된다. 즉 축적된 변형과 지진으로 해소되는 변형 사이엔 매우 큰 격차가 있으며, 이에 대해선 판 사이에 지진이 아닌 미끄러짐이 일어난다는 해석 하나, 초거대지진의 발생으로 변형이 해소된다는 해석 하나가 각각 있다. 하지만 지금까지 도호쿠 지방 태평양 해역의 일본 해구에선 규모 M9급 판 경계 지진이 있었음이 알려져 있지 않아 거대지진의 발생 가능성에 대해선 그리 심도깊은 논의가 없었다.

### 조간지진의 해석
쿠릴-캄차카 해구가 있는 홋카이도 도카치 앞바다와 쿠릴 열도 앞바다엔 지금까지 규모 M8급의 지진이 약 수십 년 간격으로 주기적으로 온다는 것이 알려져 있었다. 하지만 도호쿠 지방 해역에서 보소 반도 해역에 걸친 일본 해구 부근에서는, 산리쿠 해역과 미야기 현 앞바다에선 규모 M8급의 지진이 일어날 수 있다는 것은 알 수 있었지만 지진의 주기와 그 규칙은 잘 모르고 있었다. 후쿠시마 현 앞바다에서 보소 반도 해역에 걸친 영역에선 1677년 보소 반도 해역에서 규모 M8급의 지진이 있었다는 것은 알려져 있으나 후쿠시마 현 앞바다-이바라키 현 앞바다 영역에선 수 차례 규모 M7의 지진이 있었다는 것만 알 뿐 규모 M8급 이상의 지진이 있었는지는 확인되지 않았다.
도호쿠 지방에서 보소 반도 해역에 걸친 일본 해구의 지진 중 역사상 기록된 가장 오래된 지진은 869년의 조간지진이다. 하지만, 16세기 이전 지진 기록은 남아 있지 않는 등 자료 부족으로 확인할 수 없는 지진이 몇 개 있는 것으로 추정된다. 따라서 21세기 이후로는 쓰나미 퇴적물 조사, 지진에 의한 땅의 갈라짐이나 액상화 현상의 영향 조사 등 지질학적 조사를 통해 사서에 기록되지 않은 지진을 추적하러는 시도가 계속되고 있다.
그중에서도 가장 주목받는 지진이 869년의 조간지진이다. 육국사의 일본삼대실록에선 무쓰국에서 큰 지진이 일어나고 거대한 쓰나미가 덮쳤다는 것이 기록되어 있으며, 1906년 간행된 "역사지리 제8권 제12호"에선 요시다 도고가 쓴 관련 논문도 기록되어 있다. 요시다는 일본삼대실록의 기록을 상세하게 분석, 검토하여 조간지진이 무쓰 국에 준 타격을 정량적으로 분석했으며 차후 조간지진에 대한 연구가 더 필요하다고 언급했다. 하지만 이후에도 조간지진에 대한 연구는 거의 없었다. 이 상황이 바뀐 건 오시다의 연구로부터 약 80년 후인 1987년 센다이시 와카바야시구 아라하마에서 조간지진의 영향으로 밀려온 것으로 추정된 쓰나미 퇴적물이 발견된 때였다. 1990년 센다이평야에서 발견한 쓰나미 퇴적물 조사 결과 조간지진 당시 센다이평야엔 2.5-3m의 쓰나미가 들이닥친 것으로 추정되며, 이후 2002년부터 2009년까지 일본 지진조사연구추진본부가 쓰나미 퇴적물 조사를 진행하는 등 2000년대 들어 시작된 조간지진에 의한 쓰나미 퇴적물 조사 결과 도호쿠 지방 태평양 해역 거의 전역에 쓰나미가 들이닥친 것으로 확인되었다. 또한, 조간지진 외에도 다른 지진으로 인한 쓰나미 퇴적물도 같이 발견되는 등 도호쿠 지방 태평양 해역 지역에선 수백-수천년 기간에 걸쳐 거대한 쓰나미가 덮쳐온 것으로 추측된다. 이러한 2000년대 연구 성과를 바탕으로 지진조사연구추진본부의 지진조사위원회에선 조간지진 등 과거 도호쿠 지방 태평양 해역 지역을 강타한 것으로 추정되는 역사적 지진을 고려한 지진 예측을 검토하고 있었으나 검토 결과가 나오기 전 도호쿠 지방 태평양 해역 지역 지진이 일어나 버렸다.

### 일본해구의 섭입성 침식 작용
도호쿠 지방 육지는 융기 작용이 확인되지만, 도호쿠 지방 태평양 해역 바닷속 지질조사에선 또 다른 지각 변동이 보인다. 도호쿠 지방 태평양 해역 약 1,500-3,000m 해저에선 육지 및 육지 바로 근처 연안에서 퇴적된 것으로 보이는 자갈이나 바위가 발견된 점을 보아 이 지역은 약 3000만년 전엔 육지였던 곳으로 추정하고 있다. 또한, 이 지역의 해저에서 발견된 저서유공충은 수심이 깊을수록 나이가 점점 어린 생물이 나오는 것으로 확인되었다. 결국 도호쿠 지방 태평양 해역 심해 지역은 약 3000만년 전엔 육지였으나 지속적인 침강으로 바다 속으로 가라앉은 것으로 추정된다.
도호쿠 지방 태평양 해역 심해에서 볼 수 있는 침강 작용의 원인은 일본 해구에서 가라앉는 태평양 판으로 인해 도호쿠 지방 육지가 있는 대륙판이 조금씩 깎이는 섭입성 침식 작용으로 인해 일어난 것으로 추측된다. 지질학적으로 현재까지 대륙판은 침강중인 태평양 판에 깎여나가고 있으며, 침강이 계속중임을 보여주는 정단층이 많이 발견되고 있다. 일본 해구에 섭입성 침식 작용이 일어난다는 점을 바탕으로, 일본 해구에서 초거대지진이 일어날 가능성을 따지지 않았던 것에 대한 비판도 일고 있다. 침강하는 태평양 판이 그 위에 얹혀진 대륙판을 깎아먹는 섭입성 침식 작용이 일어나는 이유에 대해 생각해보면, 일본 해구에선 대륙판과 해양판 사이에 매우 큰 마찰력이 작용하고 있다고 지적하고 있다. 즉, 일본 해구에서 판 사이 경계 지역은 마찰이 매우 클 것으로 추정되며 두 판은 강하게 밀착되어 있다고 생각할 수 있다.

### 침강 현상과 일본 해구의 판 경계 지진
2004년 일어난 남아시아 대지진 전까진, 규모 M9 이상의 초거대지진은 M9.5였던 칠레 지진과 같이 판이 만들어지고 나서 짧은 기간 안에 해양판이 가라앉는 곳에서 일어나고 있다고 생각했다. 이 사실에 주목하여 판이 침강하는 형태와 발생하는 지진 형태와의 관계를 탐구하는 비교침강학(比較沈み込み学)이 나오게 되었다.
비교침강학에선 칠레와 같은 규모 M9 이상의 초거대지진이 일어날 수 있는 칠레형 섭입대부터, 초거대지진이 일어나지 않는 이즈-오가사와라 해구 및 마리아나 해구처럼 마리아나형 섭입대까지 섭입대의 유형에 따라 일어나는 지진의 유형을 정해두고 있다. 예를 들어 쿠릴-캄차카 해구는 칠레형 섭입대이며 일본 해구, 특히 남쪽은 비교적 마리아나형 섭입대에 가깝다.
이렇게 섭입대의 유형에 따라 일어나는 지진이 다른 이유로는, 침강한 해양판의 나이가 원인이라는 설이 가장 확립받고 있다. 칠레 해구와 같이 만들어진지 얼마 되지 않은 해구가 침강할 경우, 오래된 해양판보다 온도가 높고 밀도가 낮아서 판이 받는 부력이 크다. 침강하는 각도도 나이가 많은 판보다 더 크기 때문에 대륙판과 해양판 사이 마찰력이 커지며 닿는 면도 넓어진다. 또한, 젊은 해양판은 움직이는 속도도 빨라 판 사이 마찰력이 매우 커져 초거대지진을 일으키기 쉽다.
도호쿠 지방 태평양 해역 일본 해구에 침강중인 태평양판은 해양판 중에서도 매우 나이가 많은 판으로 대략 1억 3000만년 이상 된다. 따라서 판 경계 간 마찰력이 작아 규모 M9 이상의 초거대지진이 일어나긴 어려운 곳이라고 생각했다. 하지만 2001년 일어난 수마트라 섬의 남아시아 대지진은 오래된 판의 침강 속도가 느린 섭입대 영역에서 일어났음에도 불구하고 규모가 M9.1이었으며, 이 때문에 비교침강학의 가설에 비판이 일어났다. 그래서, 원래 과거에도 몇 차례 일어난 적이 없는 규모 M9 이상의 초거대지진과 일어난 지역의 해양판이 침강하는 곳의 특성을 분류하는 것은 데이터 부족으로 무의미하다는 의견이 나왔다. 하지만 남아시아 대지진 이후에도 비교침강학의 초거대지진 발생 가설은 딱히 재검토가 이루어지지 않았으며, 일본 해구에서 규모 M9급의 지진이 발생할 가능성에 대해서는 딱히 염두에 두고 잇지 않았었다.

## 전진 활동으로 보이는 지진
2002년부터 2009년까지 도호쿠 지방 태평양 해역 지진의 진원역인 미야기 현 북부 태평양 해역에 설치된 해저지진계에서 관측한 지진을 분석하면 특정 지역에서 지진이 집중적으로 일어났으며 일본 해구에서 가장 깊은 곳에서 50km 육지 쪽으로 떨어진 곳부터는 거의 지진이 일어나지 않았다. 또한, 3월 11일 지진의 전진으로 보이는 3월 9일 규모 M7.3의 지진은 2002년부터 2009년까지 많은 지진이 일어났던 곳이 진원지였다. 이 진원역은 규모 M6급 지진이 자주 발생하던 곳이었다.

### 지진대 공백화
2007년 이후부터 진원역엔 규모 M5 이상의 지진 횟수가 급격하게 줄어드는 '지진대 공백화' 현상이 일어났다. 또한 2011년 2월부턴 도호쿠 지방 육지 거의 전역에서 지진 활동이 거의 없었다.

### 느린 지진과 지진 활동의 증가
2011년 3월 11일 지진이 일어나기 직전부터 도호쿠 지방 태평양 해역 진원역 부근에선 지진 활동이 활발해지기 시작했다. 2011년 2월 13일부터 산리쿠 해역에서 최대 규모 Mj5.3의 지진이 일어났으며, 3월 9일엔 규모 Mj7.3의 지진이 일어났다. 이 지진은 모두 도호쿠 지방 태평양 해역 판 경계에서 일어난 역단층형 지진이었으며, 특히 3월 9일 지진 이후에는 3월 10일 6시 23분에 최대 규모 Mj6.8의 지진이 일어나는 등 규모 M6의 지진이 6번이나 일어나고(9일과 10일 각각 3회씩 일어났으며, 11일 11시 57분 Mj6.2, 58분 Mj6.0 등 비슷한 시간에 발생) 3월 9일 M7.3 지진 이후 이틀간 일어난 지진은 지난 7년간 일어난 지진의 약 3분의 1을 넘었다.
3월 9일 규모 Mj7.3의 지진 발생 후 도호쿠 지방 태평양 해역 지진 진원 동북쪽 50x50km 영역에서 시작한 지진 발생 영역이 서남쪽으로 빠르게 커졌다. 전진 활동과 느린 지진으로 판이 방출한 에너지를 모두 합치면 대략 규모 M6.8의 지진과 같았다. 도호쿠 지방 태평양 해역 지진의 진원 쪽으로 지진 발생 영역이 확대된 것을 근거로 3월 9일 일어난 규모 M7.3의 지진은 전진 활동이었던 것으로 추측된다. 또한 3월 9일 지진부터 3월 11일 본진 전까지 일어난 지진의 거의 대부분은 침강하는 태평양 판과 동북일본이 얹혀진 대륙판의 경계면 부근에서 일어났다.

### b값의 감소
3월 9일 이후의 지진 활동은 또 다른 특징을 가지고 있다. 일반적인 지진의 발생 횟수와 규모 사이의 관계식인 릭터-구텐베르크 법칙은 다음과 같다.
logN = a－b log (M)
여기서 N은 규모 M인 지진의 발생 횟수이며, a와 b는 지진마다 서로 다른 계수이다. b값은 보통 1에 가까운 값이다. 따라서, 이 식에 따르면 지진의 규모가 1이 증가하면 그 발생 횟수는 0.1배가 된다는 것을 의미한다. 하지만 전진은 일반적인 지진보다 규모가 작은 지진의 횟수가 적으므로 b 값이 1보다 매우 작은 값을 가지는 것으로 알려져 있다. 일본 해구에서 일어나는 지진의 b값은 보통 0.8로 1보다는 작지만, 3월 9일 일어났던 지진의 b값은 0.47로 일본 해구 지진의 b값보다 매우 작은데 이는 3월 9일의 지진은 전진 활동이라는 유력한 근거로 보고 있다.
또한, 일본 해구 주변에서 일어나는 지진에 대한 b값 분석 결과 또 다른 사실이 알려졌다. 원래 일본 해구 지진의 b값은 0.8로 알려져 있었으나 1960년대 이후 2010년대까지 꾸준하게 b값이 줄어들고 있었던 것이었다. 이를 통해, 태평양판이 서쪽으로 이동하며 변형 축적이 쌓인 일본 해구 판 경계에선 암반이 받는 압력이 커져 상대적으로 규모가 작은 지진의 발생이 줄어들었으며, 3월 9일 Mj7.3 지진 이후엔 판 파괴가 서서히 진행되고 작은 균열이 합쳐져 큰 균열이 되어가는 과정에 규모가 작은 지진이 매우 줄어들었다가 본진이 발생한 것으로 추측하고 있다.

## 본진의 발생 구조
도호쿠 지방 태평양 해역 지진의 본진 규모는 일본의 근대 지진 관측 역사상 최대 규모인 Mw9.0-9.1이다. 규모 9 이상의 초거대지진이 일본 근해 지진관측망이 있는 장소에서 일어나며 전례없는 매우 정밀도 높은 지진 데이터가 모아졌다. 또한, 앞에서 언급한 것과 같이 초거대지진이 일어날 것이라 예상하지 못한 장소에 지진이 실제 발생하자 많은 연구자들이 도호쿠 지방 태평양 해역 지진의 발생 구조에 대해 연구하며 수많은 지진 발생 모델이 등장하였다.
그러나 지금까지 공개된 지진 발생 모델 각각은 매우 차이가 커 보인다. 이엔 제한된 관측면으로 얻어진 적은 데이터와 초거대지진의 특성이 합쳐진 것으로 추정된다. 지진파 데이터에서 진원을 분석하는 방법으로는 진원역과 가까운 지역의 지진 파형을 분석하는 방법과, 3,000-10,000km 떨어진 곳에서 관측된 P파와 S파의 실체 파형을 분석하는 방법 2가지가 있다. 우선 진원역과 가까운 지역에선 도호쿠 지방 태평양 해역 먼바다의 판 경계에서 일어난 판 경계간 지진이기 때문에 도호쿠 지방 육지를 비롯한 일본 열도에 조밀하게 깔려 있는 지진관측망으로 상세 분석을 하였다. 또한 초거대지진이라 진원역이 넓어 동일본 거의 대부분이 진원역에 속하게 되어 진원지 근처에서 얻은 지진파 데이터는 해상도가 매우 높았다. 하지만 진원역 동쪽은 태평양이라 지진 관측망이 없어 남북 방향 해상도는 높았으나 동서 방향 정밀도가 낮아졌다.
진원에서 먼 거리가 떨어진 지진 파형 분석에선 초거대지진이었던 이번 지진의 경우 진동 지속시간이 매우 길어 P파 진동이 계속되던 도중 후속 지진파인 PP파가 중첩되는 등의 문제로 P파 등의 실체파를 이용한 지진 파형 분석은 정밀도가 떨어지는 문제가 발생했다.
지진 파형을 분석하는 방법 외에도 GPS, 해저 지각변동 등을 이용한 지각 변동 분석, 지진으로 만들어진 쓰나미의 파형 분석 방법 등도 사용되었다. GPS를 이용한 방법에서도 가까운 거리의 지진 파형 분석과 마찬가지 진원역 동쪽 관측지점이 없으므로 동서 방향의 해석 정밀도가 낮아지는 문제가 있다. 결국 일본 해상보안청 해상정보부가 설치했던 지각변동관측점에서 얻은 해상 지각 변동 데이터를 추가하여 이를 보정했다.
모멘트 규모 Mw9.1인 이번 본진의 특징으로는 최대 미끄럼량이 매우 큰 반면 진원역은 남북 약 450-500km, 동서 약 150-200km로 규모에 비해 진원역이 매우 작았으며, 진원역 동쪽엔 장주기 파가, 진원역 서쪽엔 단주기 파가 주로 방출되었으며 장주기 파형과 단주기 파형의 발산 지역이 서로 다르다는 점이 있었다. 또한 지진 파형도 주기 0.5초 이하의 극단주기파가 많았으며 건물에 큰 피해를 주는 주기 1-2초의 파와 수초-수십초 주기의 장주기 지진동이 거의 없었다는 특징이 있었다.

### 첫번째 단층 파괴 과정
많은 지진 분석을 통해 도호쿠 지방 태평양 해역 지진의 발생 과정은 크게 세 단계로 나눠진다. 최초 진원은 미야기 현 해역 판 경계면에 일본 열도가 얹혀져 있는 곳 내부 지각에서 멘틀로 바뀌는 모호로비치치 불연속면으로 추정된다. 이 진원에서 가장 먼저 단층 파괴가 일어났다. 파괴 방향은 진원역에서 모든 방향으로 퍼지는 방향으로, 특히 미야기 현 해역 서부와 판 경계 안쪽으로 많이 파괴가 퍼졌으며 이 단층파괴가 미야기 현과 이와테 현에서 관측된 첫번째 피크인 단주기 지진파를 만들어 낸 것으로 추정된다. 미야기 현 해역에서 일어난 첫 단층파괴는 약 40초간 계속되었으며 단층 파괴 속도는 1.5km/s로 비교적 느리며 파괴 규모도 두 번째 단층파괴보단 작다. 또한, 첫 번째 단층 파괴 과정을 처음 진원역 주변 3초간의 단층 파괴와, 판 경계 깊은 곳으로 향하는 40초간의 단층 파괴 2가지로 나눠 보는 관점도 있다.

### 거대 해일의 원인이 된 두번째 단층파괴
지진 발생 후 약 40초부터 약 100초까지 일어났던 두 번째 단층 파괴는 비교적 좁은 지역에서 매우 큰 규모로 일어났다. 이 두 번째 단층파괴로 발생한 최대 미끄럼량은 최소 추정치가 30m이며, 큰 추정치로는 85m까지 이른다. 분석 결과마다 수치가 조금씩 다르지만 2004년 남아시아 대지진 당시 최대 미끄럼량인 15m와 비교해도 매우 큰 크기다. 이 거대한 단층파괴는 120kmx40km라는 비교적 좁은 지역에서 발생했으며, 이 단층 파괴로 방출한 에너지는 지진 전체 에너지의 60%로 추정된다.
두 번째 단층파괴가 가장 크게 일어난 곳은 지진파 분석을 통해 진원역 동쪽 일본 해구와 가까운 비교적 얉은 곳에서 일어난 것으로 추정되나, 소수에선 진원역 서쪽에서 크게 일어났다고 주장하기도 한다. 여러 분석 결과에서는 지진 발생 후 약 40초부터 80초까지 진원역 동쪽 일본 해구 부근 얉은 곳에서 매우 큰 단층파괴가 일어났고 이 때 장주기 지진동이 방출되었다. GPS 분석, 해저 지각변동 분석, 쓰나미 데이터 분석을 통한 지각 변동 연구에서도 진원역 동쪽 일본 해구 부근에서 매우 큰 미끄러짐이 일어난 것으로 추정되며, 일본 해구 부근 판 경계에서 대략 수십m의 단층 파괴가 일어난 것으로 보인다.
지진 발생 후 60초부터 100초까진 지진의 단층 파괴가 서쪽으로 다시 퍼졌다. 첫번째 단층 파괴가 서쪽으로 퍼진 것을 감안하면 진원역 서쪽은 첫 번째와 두 번째 단층 파괴의 영향이 합쳐져 같이 받은 것으로 추정된다. 진원역 서쪽에 퍼진 단층 파괴는 일본 해구에서 일어난 대규모 단층파괴완 달리 짧은 주기의 지진동 위주로 방출되었으며, 미야기 현과 이와테 현의 강진관측에서 나타난 두 번째 피크 지점에서 나온 지진파가 이 때 나온 것으로 추정된다. 또한 진원역 서쪽의 단층 파괴는 기존의 미야기 현 해역 지진에서 상정된 진원지와도 같으며, 이 지역에서도 단층 파괴가 일어났던 것으로 추정된다.
두 번째 단층파괴에서 왜 수십 미터에 달하는 거대한 파괴가 일어났는지에 대해서는 여러 가설이 존재한다. 우선 큰 미끄러짐이 발생한 곳은 마찰력이 매우 큰 돌기가 있었으며 수백년에 한번 그 돌기가 손상될 때 주변 지역이 넓게 침몰되어 초거대지진을 일으킨다는 설이 있다. 또한 도호쿠 지방 태평양 해역 지역은 평소에는 돌기가 없으나 특정 조건이 갖추어지면 지형이 돌기처럼 작용하는 곳이 있으며 이 지형 안에 작고 마찰력이 강한 돌기들이 있어 보통은 이 돌기가 규모 M7급의 지진을 일으키나 특정 조건에서 이 돌기들이 한꺼번에 전부 손상돼 초거대지진을 일으킨다는, 복합 계층형 돌기설도 있다. 도호쿠 지방 태평양 해역 지진은 미끄럼 마찰열로 판 사이 물이 팽창하여 간극 압력이 발생에 평소보다 큰 미끄러짐이 일어났다는 설도 있다. 이 외에 미끄러진 면의 윗쪽 면이 부드러워 지하 매우 얉은 곳까지 단층이 파괴되어 일본 해구까지 뚫고 가 제동하는 마찰력 없이 단층이 미끄러져 오버슈트 현상이 일어났다는 설도 있다.
두번째 단층파괴는 도호쿠 지방 태평양 해역 지진이 거대한 지진 해일을 일으키는 원인이기도 하다. 산리쿠 해안 지역을 중심으로 큰 피해를 가져온 단주기에 큰 진폭을 가진 지진 해일은 일본 해구 부근에서 일어난 거대한 미끄럼으로 만들어진 것으로 추정된다. 또한 두번째 단층파괴의 진원보다 서쪽에서 일어난 첫번째 단층파괴로 만들어진 느린 수위 상승이 두번째 지진해일로 만들어진 지진 해일을 증폭시키기도 했다.

### 세번째 단층파괴
지진 발생 약 100초 후엔 진원역 남쪽 후쿠시마 현과 이바라키 현 해역에 단층 파괴가 일어났다. 단층파괴 규모는 두번째보단 작았으나 후쿠시마 현에서 관동 지방에 걸친 넓은 지역에 강한 흔들림을 주었다. 지진 발생 후 150초 후엔 단층파괴 과정이 끝났으나, 약 150초동안 일어난 첫번째부터 세번째까지 단층파괴가 일어나며 미야기 현에서 이바라키 현에 이르는 남북 300km 지역에 진도 6약 이상의 강한 흔들림이 일어났다.
일본 해양과학연구개발기구가 해저 지질 구조 조사 결과와 도호쿠 지방 태평양 해역 지진의 단층파괴 과정을 합쳐 분석한 결과, 세번째 단층파괴는 지바현 조시시 근처 필리핀 해 판이 태평양 판 위로 섭입하는 곳에서 멈춘 것으로 확인되었다. 이는 필리핀 해 판 동북쪽이 지진 단층파괴의 확산을 막는 역할을 한 것으로 추정된다.

### 초거대지진의 초장주기
규모 M9.0의 도호쿠 지방 태평양 해역 지진이 일어난 후, 판 평계에선 평소 규모 M7-8의 판 경계형 지진이 일어나지만 이 지진으로는 에너지가 전부 방출이 안 되는 변형이 오랜 기간 축적되다 오랜 시간이 지난 후 쌓인 변형이 단번에 풀러 규모 M9급의 초거대지진이 일어난다는 설이 나왔다. 그 전에도 규모 M7-8 정도의 판 경계형 지진이 여러 번 일어나는 동안 평소보다 큰 규모의 지진이 발생하는 현상으로 칠레 부근 지진 및 수마트라 섬 해역 지진에 대한 기록 조사가 있으며, 일본 내에서도 사가미 주상해분에서 일어나는 간토 대지진, 난카이 주상해분에서 일어나는 도카이 지진, 도난카이 지진, 난카이 지진, 홋카이도 동부에서 일어나는 쿠릴-캄차카 해구 지진을 중심으로 연구가 진행되었다. 규모 M7-8 정도의 거대지진이 주기적으로 일어나는 판 경계 부근에서는 이 지진으로는 발산할 수 없는 변형이 축적되면서 어느 순간 한번 규모 M9급의 초거대지진이 발생하는데 이와 같이 거대지진과 초거대지진이 번갈아가며 일어나는 현상은 보편적으로 볼 수 있다는 주장도 있으며, 이를 초거대지진의 초장주기라 부른다. 즉 도호쿠 지방 태평양 해역 지진은 초장주기로 일어난 초거대지진으로 추정된다.
도호쿠 지방 태평양 해역 지진 이후 쿠릴-캄차카 해구와 일본 해구에서 일어난 초거대지진으로 홋카이도와 도호쿠 지방에 남겨진 쓰나미 퇴적물 조사가 이뤄졌으며, 혼슈, 시코쿠, 규슈 태평양 해역 지역에선 난카이 주상해분에서 일어나는 초거대지진으로 남겨진 쓰나미 퇴적물 조사가 이뤄지고 있다. 그 결과 홋카이도 및 도호쿠 지방 각지 해안에서 한번 일어난 쓰나미로 만들어진 퇴적물이 많이 발견되었다. 결국 쿠릴-캄차카 해구 및 일본 해구에선 이와테 현 남부에서 이바라키 현에 걸친 지역에 큰 단층파괴가 일어난 도호쿠 지방 태평양 해역 지진 외에도 이와테 현에서 아오모리 현을 잇는 지역, 홋카이도 에리모 곶 앞바다에서 네무로 반도 해역을 잇는 지역, 네무로 반도 해역에서 시코탄 섬 앞바다를 잇는 지역 등 총 4개의 초거대지진 발생 영역이 있으며 각각 수백년에서 수천년의 주기를 두고 초거대지진이 일어났다는 주장이 제기되었다.

### 지진 단층
지진 이후 진원역 부근에서 심해조사연구선 RV 카이레이가 연구한 반사법 지진조사와 해양조사선 카이요가 시행한 음향측심기를 이용한 해저 지형 및 지질 구조 조사 결과, 태평양 판과 북아메리카 판 경계 부근에서 미끄럼면과 단층이 파괴되었고 새로운 단층을 만들어내면서 이 단층이 해구 축선까지 이어진 것이 확인되었다.
2013년 지구심부탐사선 지큐의 조사 결과 판 경계면에서 점토층의 두께가 5m이며, 판의 마찰열로 점토층 내의 물이 팽창해 판이 미끄러지기 쉬워 큰 지진이 일어날 것이란 주장도 있다.

## 지진 해일 발생 구조
도호쿠 지방 태평양 해역 지진으로 거대한 지진 해일이 발생한 이유는 해구 축선에서 일어난 수평으로 50m, 수직으로 7-10m나 융기되는 거대한 지각 변동 때문이다.
일본해양연구개발기구를 중심으로 여러 연구 그룹을 중심으로 유인 잠수조사정 '신카이 6500', 심해조사선 RV 카이레이, 무인탐사정 '카이교 7000-II', 지구심부탐사정 지큐, 지구연구선 RV 미라이 등을 동원하여 잠수 항행, 볼링, 다채널 반사측정법 등을 통해 해저 상태를 다각적으로 조사했다. 이 연구에서 판 경계의 암석 샘플을 채취하고 해저에 설치한 온도계에서 9개월간 단층면 및 근방에 남아있는 마찰열로 인한 온도 변화를 측정한 결과 미끄러짐이 일어난 점토층에서 마찰열로 인한 공극의 수압 상승 현상이 있엄을 알 수 있었고, 지진 단층 및 지형 변형 추적을 통해 해저 산사태가 일어났음을 보여주는 저탁암 퇴적지형이 발견되었다.

### 큰 피해를 입힌 거대 해일

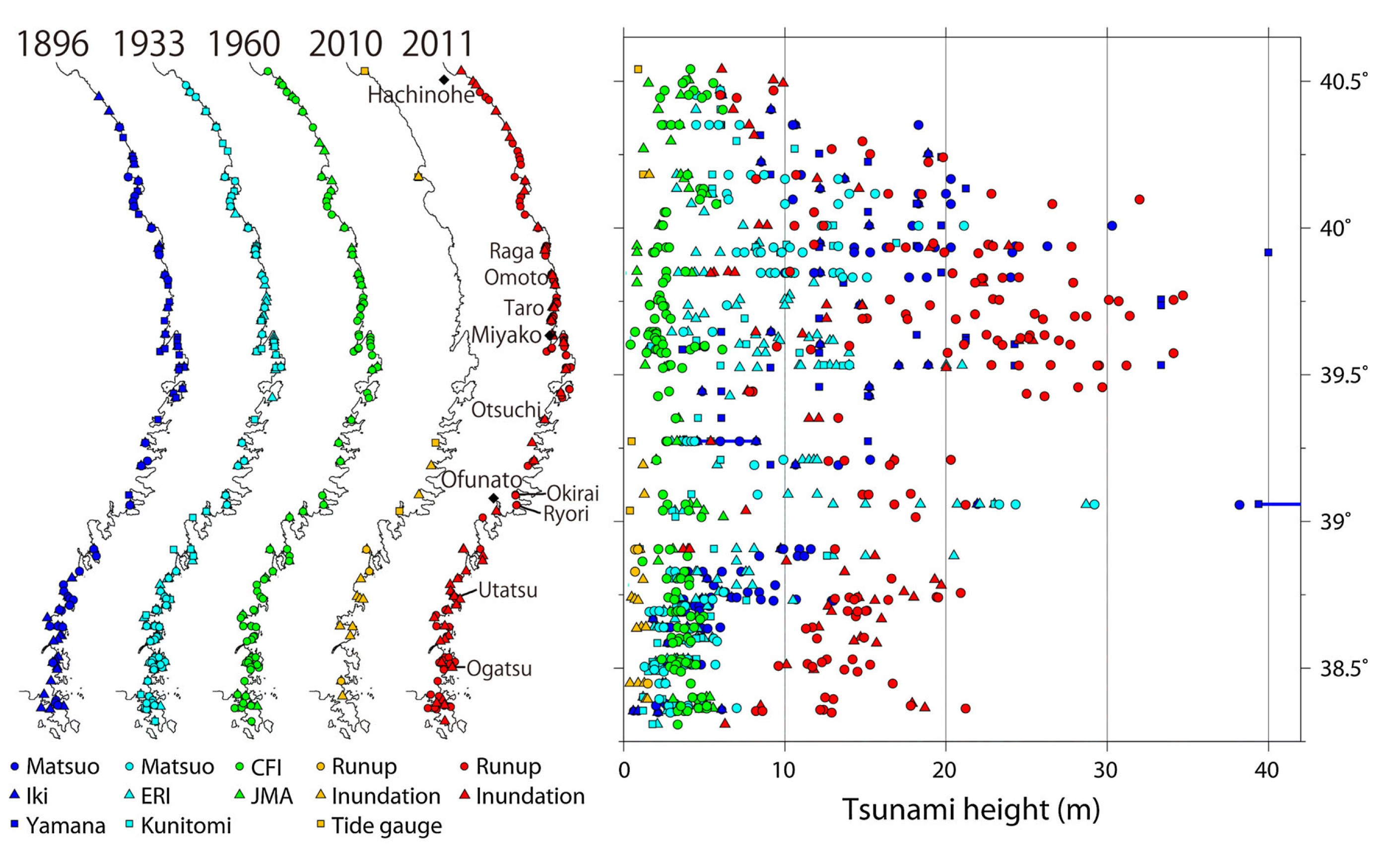
1896년, 1933년, 1960년, 2010년, 2011년 각각 미야기현 해역 지진 당시 쓰나미 높이 비교.

도호쿠 지방 태평양 해역 지진으로 거대한 지진 해일이 일어났다. 일본토목학회, 일본 해안공학위원회, 일본 지구행성연합회 등의 관계자들이 모여 조직한 도호쿠 지방 태평양 해역 지진 쓰나미 합동조사단의 조사 결과에 따르면 이 지진으로 가장 높은 쓰나미가 덮친 곳은 이와테현 오후나토시 료리만(綾里湾)의 소상 높이인 40.1m였으며, 이와테현 북부에서 미야기현 남부에 이르는 약 200km 해안선 지역에서 20m가 넘는 높이의 쓰나미가 덮친 흔적이 발견되고 남북 약 530km 되는 해안선 지역에서 10m가 넘는 쓰나미가 덮친 흔적이 발견되었다. 또한 진원과도 매우 멀리 떨어져 있는 시코쿠 지역에서도 3m, 규슈 지역에서도 1m의 쓰나미를 관측했으며 일본 전역에서 광범위하게 쓰나미를 관측했다. 또한 이와테현 대부분에선 1896년 메이지 산리쿠 해역 지진과 비슷한 규모의 쓰나미가 덮쳤으나 일부 지역에선 메이지 산리쿠 해역 지진 및 1933년 쇼와 산리쿠 해역 지진을 넘는 높이의 쓰나미가 덮쳤다.
지진 해일이 가장 큰 피해를 주었다는 것은, 우선 2만명에 달하는 동일본 대지진의 사상자의 90%가 쓰나미로 인해 사망함으로 드러난다. 또한 많은 주택이 유실되었고 도로, 철도 등의 교통시설이 파괴되었으며 561km2가 되는 영역이 침수 피해를 입은데다 도쿄전력에서 후쿠시마 제1 원자력 발전소 사고가 난 결정적 이유는 쓰나미가 원전을 덮쳤기 때문이었다.
도호쿠 지방 태평양 해역 지진의 특징 중 하나로는 다른 지진의 피해와 비교했을 때 유독 쓰나미 피해의 비중이 매우 컸다는 점이었다. 지진으로 큰 피해를 가져올 요소로는 건물 붕괴, 산사태로 인한 재해 등이 있으나 도호쿠 지방 태평양 해역 지진의 지진동은 주기 0.5초 이하의 극단주기의 파가 대다수로 건물에 큰 피해를 주는 주기 1-2초의 지진파 및 고층 건물과 석유탱크 등 대형 구조물에 큰 피해를 주는 주기 수 초 이상의 장주기 지진동은 상대적으로 적어 규모에 비해 지진 피해는 적었다. 또한 한대성 기후로 추운 편인 도호쿠 지방은 주택의 내진이 비교적 잘 되어 있어 지진으로 인한 건축물의 피해를 줄일 수 있었다. 또한 이번 지진이 일어난 진원지와 가장 인접한 도호쿠 지방 태평양 해역 근처 기타카미 산이나 아부쿠마 산에선 대형 산사태와 같은 피해가 없었으며 오히려 진원과는 거리가 좀 있는 후쿠시마현 시라카와시 인근이나 도치기현 나스카라스야마시 주변에서 산사태 피해가 많이 일어났다. 이 이유로는 기타카미 산이나 아부쿠마 산의 토질이 산사태가 일어나기 어려운 환경이며 지진 직전 강수량이 매우 적어 지진의 규모보다 산사태가 일어나기 어려웠던 것으로 추측된다.

### 해일 발생 모델

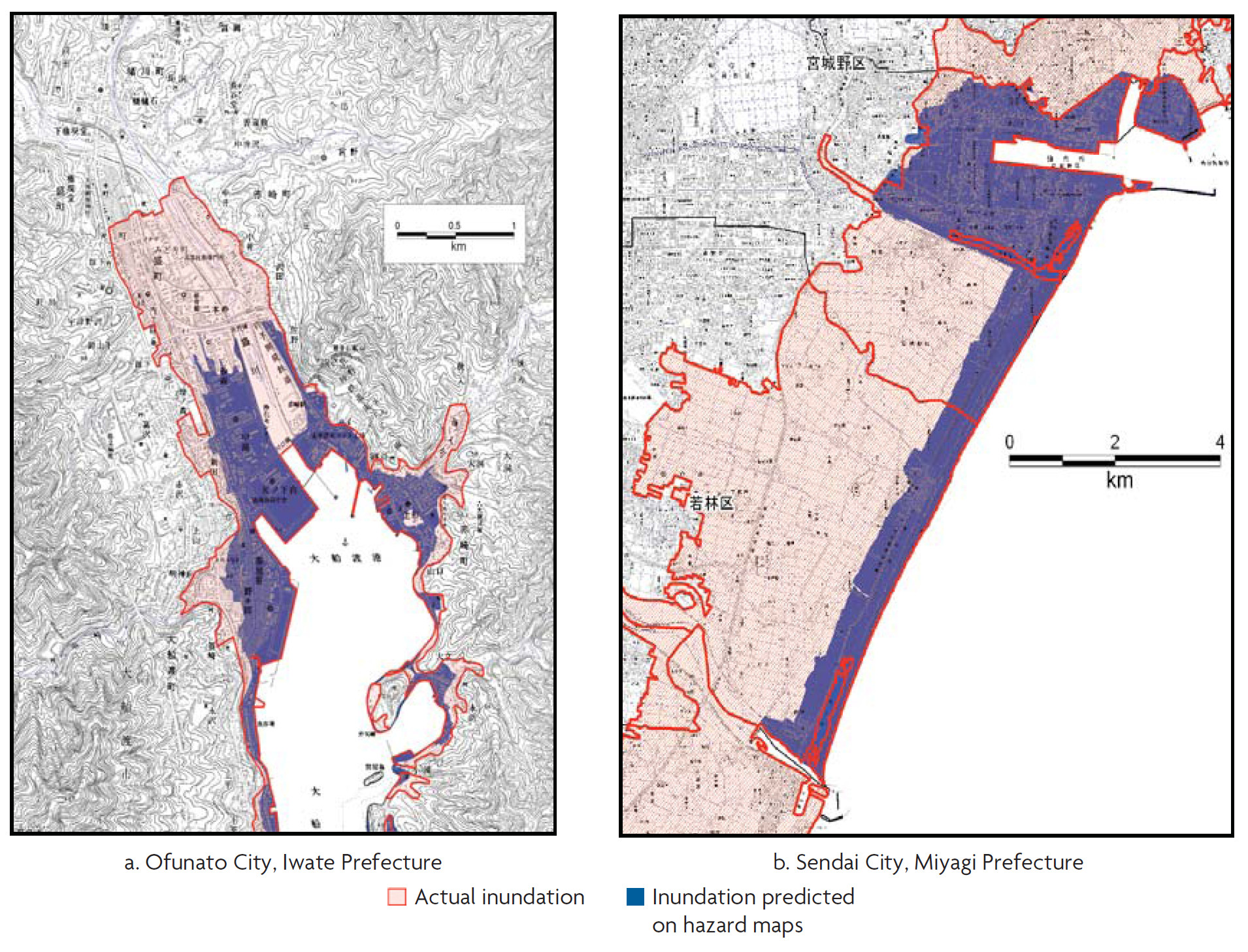
도호쿠 지방 태평양 해역 지진 당시 침수 영역. 왼쪽은 이와테현 오후나토시, 오른쪽은 미야기현 센다이시의 지도이다. 파란색은 종전의 쓰나미 침수 예상 범위고, 빨간 영역이 실제로 침수된 영역이다.

모멘트 규모 Mw9.0에 달하는 초거대지진이 해저 진원에서 일어나면 거대한 크기의 지진 해일은 당연히 발생한다. 도호쿠 지방 태평양 해역 지진의 지진파 측정을 통해 분석한 단층파괴 모델과 GPS를 통한 해저 지각변동 추적을 통해 분석한 단층파괴모델은 거의 일치한다. 만일 이 지진이 쓰나미 지진이었다면 지진파 분석을 통해 나온 미끄러짐 정도보다 지질학적 분석을 통해 나온 미끄러짐 정도가 훨씬 크므로, 일단 도호쿠 지방 태평양 해역 지진은 쓰나미 지진이 아닌 일반 지진으로 추정된다.
이와테현 가마이시시 앞바다에 설치된 해저 수압계에선 쓰나미가 해안선에 도달하기 전 먼저 관측했다. 우선 해안으로부터 약 70km 떨어진 수심 1,600m 지점에 설치된 해저수압계 TM1에선 2011년 3월 11일 14시 46분(JST) 지진이 일어난 지 5-6분 정도 후에 해수면이 약 2m 상승한 것으로 측정되었다. 이것이 쓰나미 제1파로 추정된다. 이후 14시 58분부터 채 2분도 안되어서 해수면이 3.5m나 더 급속하게 사승했다. 이것이 쓰나미 제2파로 추정된다. TM1에 이어 해안으로부터 약 40km 떨어진 수심 1,000m 지점에 설치된 해저수압계 TM2에서도 TM1이 해수면 변화를 감지한 지 약 5분 후 똑같은 해수면 상승을 감지했다. 쓰나미는 원해에서 해안으로 다가올수록 높이가 더 높아진다는 특성이 있기 때문에 해안 70km 지점에서 5m가 넘는 쓰나미는 해안에서 높이가 수십배로 더 커져 덮쳤을 것으로 추정된다.
도호쿠 지방 태평양 해역 지진을 지진의 단층 미끄러짐 모델과 해저수압계, 파랑계, 험조소 측정치 등을 통한 쓰나미 데이터와 비교하면 판 경계 깊은 부분에서 발생한 미끄러짐으로 비교적 긴 주기를 가진 완만한 높이의 첫 쓰나미가 발생했다. 이후 두번째로 해수면이 급상승한 구간은 일본 해구 축선 부근에서 판이 크게 미끄러져 단주기의 높이가 매우 높은 쓰나미가 발생한 것으로 보인다. 또한, 판 경계 깊은 부분의 미끄러짐으로 발생한 쓰나미 제1파는 파장이 길고 완만하여 9세기 조간지진과 비슷하게 센다이평야 및 이시노마키 평야를 수km 안쪽까지 침수시켰으며, 단주기에 높이가 높은 쓰나미 제2파는 1896년 메이지 산리쿠 해역 지진처럼 최대 30m가 높는 높이의 쓰나미를 만들어냈다. 결국 도호쿠 지방 태평양 해역 지진은 장주기의 낮은 높이인 조간지진형 지진 해일과 단주기의 높은 높이인 메이지 산리쿠 해역 지진형 해일이 동시에 발생하여 산리쿠 해역 및 여러 평야 내륙 지역에 큰 피해를 입혔다.

## 대규모 지각변동
도호쿠 지방 태평양 해역 지진으로 대규모 지각변동이 일어났다. 우선 도호쿠 지방을 중심으로 한 동북일본 전체가 동쪽으로 끌려들어가며 도호쿠 지방 태평양 해역 대부분이 침강되었다. 가장 큰 이동이 관측된 곳은 미야기현 오시카반도로 동남쪽으로 5.3m 이동했으며 약 1.2m 침강했다. 또한 도호쿠 지방 태평양 해역 지역은 동남쪽-동쪽으로 수m 이동했으며 수십cm에서 1m를 침강했다. 한편 도호쿠 지방 동해 해역은 약 1m 정도밖에 움직이지 않았으며 전체적으로 도호쿠 지방은 평균 4m 정도 늘어났다. 또한, 이바라키현부터 지바현에 이른 지역에서는 본진보다 2011년 3월 11일 15시 15분에 있었던 최대여진으로 인한 변동이 더 컸다.
도호쿠 대학교와 일본 해상보안청이 합동으로 실시한 해양지각변동관측점 조사에서는 미야기현 앞바다에 있는 일본 해구 축선 지역과 가장 가까운 곳에 설치한 관측지점이 동남쪽으로 31m 이동하고 3.9m를 융기했다는게 밝혀졌다. 또한, 큰 변위를 관측한 지점에서 조금만 벗어나면 움직인 양이 급격하게 감소했다. 이때문에 미야기현 앞바다 일본 해구 축선 지역에서 판이 매우 크게 미끄러졌으며 대형 미끄럼 현상이 일어난 것은 이 지역에 한정된 것으로 추정된다.
앞 문단에서와 같이 동북일본 지방은 약 300만년 전부터 융기가 계속되었으나 최근 100년간의 측량 결과에선 태평양 해역 대부분 지역에서 침강 현상도 관측되었다. 따라서 이전까진 도호쿠 지방 태평양 해역 지역을 융기시키는 미지의 큰 판 사이 미끄럼 힘의 존재가 있다고 추측하고 있었으나 도호쿠 지방 태평양 해역 지진으로 도호쿠 지방 태평양 해역 일대에서 심각한 침강 현상이 관측되고 있으며 지형학적 측정 결과와 측량 데이터 사이 모순은 점점 커지고 있다. 이 모순을 도호쿠 지방 태평양 해역 근처에 미지의 활성화 단층이 있으며, 그 활성화 단층을 진원으로 하는 미지의 거대지진이 있다는 설, 해안을 융기시키는 판 경계 깊은 부분에서 느린 지진이 일어나고 있다는 설, 도호쿠 지방 태평양 해역 지진 이후 여효변동으로 융기하고 있다는 설 등이 있다. 그중에서도 특히 여효변동으로 융기활동이 계속된다는 설이 지지를 얻고 있었으나 실제 장기간 추적 결과 도호쿠 지방 태평양 해역 지진의 여효변동으로는 지난 수십년간 지진으로 있었던 침강 및 본진 자체의 침강을 넘는 융기를 일으키기에는 모자른 것으로 추정된다.
한편, 동북일본에서 동서로 압축되는 힘이 커져 GPS 관측 결과 도호쿠 지방이 동서로 30-50mm 정도 줄어든 것으로 관측되었다. 지형학적으론 1년에 몇mm 정도 단축되는 것으로 예상되고 있지만 실제 측정치 결과는 이보다 훨씬 높은 값으로 나오고 있어 논란이 되곤 있으나 도호쿠 지방 태평양 해역 지진으로 도호쿠 지방이 최대 동서로 4m 늘어난 것은 평상시에 크게 압축되어 있던 도호쿠 지방이 거대한 지진으로 다시 늘어나는 등의 이유로 이론값과 측정값이 서로 달라지는 것이라는 이론도 있다. 하지만 앞에서 언급한 바와 같이 과거 약 100년간 도호쿠 지방은 거의 압축되지 않거나 늘어나는 모습을 보았을 때 100년 내에 일어난 규모 M7-8 지진만으로도 동서압축의 응력이 해소될 수 있어서 언급하긴 부적절하다는 주장도 있다.

## 여진활동 및 여효변동

### 큰 규모의 여효변동
큰 지진 이후에도 지각 변동이 계속되는 현상을 '여효변동'이라 말한다. 2011년 3월 11일 일어난 본진 이후에도 GPS 관측 결과 판이 천천히 미끄러지는 여효변동이 일어났다. 이와테현 야마다정에서는 지진 후 5개월간 동쪽으로 약 72cm 이동하였고 지바현 조시시는 지진 후 5개월간 동쪽으로 42cm 이동하였다. 이 여효변동은 본진과 동일하게 대륙판이 태평양판 위에 얹혀져 천천히 미끄러져 올라가 생긴 지각변동이다. 따라서, 동북일본 지역은 지진 전 압축되는 방향으로 힘이 걸려있던 것과 달리 이젠 반대로 늘어나는 방향으로 힘이 걸리기 시작했다. 따라서 지금까지 압축받는 응력으로 지진이 일어났던 도호쿠 지방과 간토 지방은 본진 이후에는 2011년 4월 11일 후쿠시마현 이와키시에 일어난 규모 M7.0의 지진처럼 정단층형 지진이 일어나기 시작했다.
GPS 관측망을 통해 살펴본 여효변동은 주로 북부에선 산리쿠 해역 및 남부에선 조시 시 부근처럼 본진으로 판이 크게 미끄러진 곳 및 판 깊은 곳 부분에서 주로 크게 일어났으며, 일본 해구 주변과 같이 판이 크게 미끄러지지 않은 곳은 여효변동도 그리 크지 않았다. 도호쿠 지방 동해 해역 지역에서도 최대 동쪽으로 40cm 이동하는 등 여효변동으로 인한 지각변동은 본진의 지각변동보다 더 넓게 작용하는 것이 특징이다. 또한 지진 후 여효변동으로 관측된 판 미끄럼량은 5개월만에 대략 규모 Mw8.5의 지진에 달하는 규모이며, 2년간 유효변동량은 대략 규모 Mw8.6의 지진과 같은 양이다.
여효변동은 동쪽으로 끌려가는 움직임과는 별개로 수직이동도 나타난다. 미야기현 태평양 해역 부근에서는 융기 현상이 관측되었으며 지진 6개월 후에는 미야기현 내륙에서 최대 13cm 융기하였다. 반면 이와테현 연안 지역 및 아키타현, 야마가타현 내륙은 침강 현상이 관측된다. 이와 같이 여효변동의 수직 이동에 대해서는 본진과는 달리 지역별로 매우 큰 편차를 보인다. 또한 앞에서 언급한 바와 같이 본진으로 침강한 도호쿠 지방 태평양 해역 지역은 여효변동으로 향후 크게 융기할 것으로도 추정된다. 1964년 일어난 규모 Mw9.2의 알래스카 지진은 지진 발생 50년 후에도 여효변동이 관측되는 등 규모 M9 이상의 초거대지진은 오랫동안 여효변동이 일어날 것으로 추정되나, 도호쿠 지방 태평양 해역 지진의 경우에는 지진 이후 유효변동이 점점 작아지는 추세를 보여 현재의 관측값 이상으로 급격하게 융기하는 것을 보긴 힘들다는 주장도 있다.

### 매우 활발한 여진활동
2011년 3월 11일 도호쿠 지방 태평양 해역 지진 이후 진원역 및 그 주변에선 매우 활발한 여진 활동이 일어났다. 본진이 일어난 지 약 20분 후엔 진원역 북부인 이와테현 앞바다에서 규모 M7.4의 여진이 일어났으며, 본진 30분 후엔 진원역 남부인 이바라키현 앞바다에서 규모 Mw7.9의 최대여진이 발생했고 4월 7일엔 미야기현 앞바다에서 규모 M7.1의 여진이 일어났다. 여진 횟수는 2011년 이전까지 가장 많은 여진을 관측했던 1994년 홋카이도 동쪽 해역 지진의 횟수를 뛰어넘었다.
도호쿠 지방 태평양 해역 지진은 판 경계에서 일어난 낮은 각도의 역단층형 지진이지만 여진은 본진과 비슷한 역단층형 지진 외에도 정단층형 지진이나 수직이동단층 지진도 많이 일어났다. 이렇게 많은 여진은 본진을 일으킨 판 경계 주변 지역에 일어난 왜곡이 해소되는 과정에서 일어났다.
여진의 발생 위치는 본진 이후 시간이 지날수록 점점 넓어지는 경향을 보였다. 특히 대부분의 여진이 진원역 남쪽의 이바라키현 앞바다에서 지바현 보소반도 앞바다 영역에 있었다. 또한 진원의 깊이도 본진의 진원역인 판 경계와 인근 지역에 펼쳐져 있지만 3월 9일 전진으로 보이는 지진부터 11일 본진 사이 지진이 발생한 지역에서는 여진이 거의 없었으며 동북일본 지각이 얹혀져 있는 대륙판 심부 맨틀 부분과 태평양 판이 대륙판과 접하는 판 경계 부근에서 여진이 집중되고 있다. 여진이 활발하게 일어나는 곳은 큰 여효변동이 보이는 진원역 남부와 판 경계 깊은 곳과 일치하며, 도호쿠 지방 태평양 해역 지진은 여효변동이 큰 곳에서 여진이 일어난다 볼 수 있다. 한편 전진이 일어난 곳의 대륙판과 태평양 판이 만나는 곳에선 여진도 비교적 적게 일어나고 있으며 깊이도 매우 얉은 곳에서 일어나고 있다. 또한 본진 전 전진이 일어나던 곳에선 해구 축선 부분에서 여진 활동을 거의 볼 수 없었으며 침강한 태평양 판 지역에선 여진이 있긴 했으나 판 경계로 갈수록 여진 활동이 거의 없어지는 경향이 있다. 도호쿠 지방 태평양 해역 지진이 일어날 때 수십m에 이르는 매우 큰 미끄럼 활동이 있었던 것으로 보이는데, 그런 큰 미끄러짐이 일어난 곳에서 여진 활동의 거의 볼 수 없는 이유는 보통 판 경계에서 마찰력이 강한 지점이 있는데 본진 이후 다시 일본 해구 부근에 강력한 마찰력이 작용하고 있기 때문인 것으로 추측하고 있다.

### 여진 및 유발지진
2011년 3월 11일 도호쿠 지방 태평양 해역 지진 이후 진원역 및 그 주변 외에도 동일본 일대를 중심으로 한 광범위한 지역에서 지진 활동을 관측했다. 본진 하루 후인 3월 12일엔 니가타현과 나가노현 경계 사이 지역에서 2011년 나가노현 북부 지진이 일어난 것을 시작으로 아키타현 내륙 및 동해 해역, 후쿠시마현-이바라키현 경계 부근, 시즈오카현 동부 지역 등 곳곳에서 지진이 일어났다. 이렇게, 넓은 범위에서 바라보았을 때 도호쿠 지방 태평양 해역 지진의 영향으로 일어난 것으로 볼 수 있는 지진을 유발지진이라고 한다. 반면에 2007년 니가타현 주에쓰 해역 지진 및 2008년 이와테·미야기 내륙지진의 여진이 일어났던 이나와시로호 남부 지역과 같이 본진 이후 오히려 더 지진 활동이 적어진 곳도 있었다.
유발지진은 지금까지 동서로 압축받는 힘을 받고 있던 동북일본이 반대로 당겨지는 힘을 받게 되는 등 초거대지진 이후 동일본 지각이 받는 힘이 달라지면서 생긴 것으로 추정된다. 본진 이후 지진 활동이 활발해진 지역은 정단층 및 수직주향단층형 지진이 많은데, 예를 들어 4월 11일 후쿠시마현에 일어났던 규모 M7.1의 지진은 동서로 당기는 힘이 작용해 발생한 정단층형 지진이다. 또한 이 지진은 후쿠시마현-이바라키현 경계에서 일어난 유발지진이자 도호쿠 지방 태평양 해역 지진의 진원역 부근에서 일어난 여진이라고 볼 수도 있다. 유발지진과 여진의 구별은 명확하진 않으나 도호쿠 지방 태평양 해역 지진이 일본 열도에 작용하는 힘을 바꿔 일어난 유발지진도 일종의 "광역적 여진"이라 칭할 수 있다.
또한 유발지진의 종류 중 하나로 일본 해구에서 가라앉는 태평양 판에 발생하는 아웃터라이즈 지진이 일어날 가능성도 있다. 이 유형의 지진은 도호쿠 지방 태평양 해역 지진 이후 태평양 힘이 당겨지는 힘이 걸려 일어나는 판 내부의 양단층형 지진이다. 사실 본진 발생 약 40분 후에 태평양 판에서 규모 M7.5의 양단층형 지진이 일어났으나 아웃터라이즈 지진은 아니라고 본다. 도호쿠 지방 태평양 해역에선 1933년 쇼와 산리쿠 해역 지진이 아웃터라이즈 지진인 것으로 추정되며 2006년 일어난 규모 M8.3의 쿠릴 열도 해역 지진이 일어난 지 2개월 후 일어난 2007년 규모 M8.1의 쿠릴 열도 해역 지진이 아웃터라이즈 지진인 것으로 추정된다.

### 내용주
1. ↑  초거대지진의 정확한 학계 정의는 아직 존재하지 않으나, 히라씨유(平田直, 2011) 등의 여러 문헌에서 도호쿠 지방 태평양 해역 지진을 '초거대지진'이라고 언급하고 있기 때문에 이 문서에서도 초거대지진이라는 말을 사용한다.
2. ↑  동북일본이 있는 판으로는 오타케(大竹ら, 2002)처럼 오호츠크 판이라고 하거나, 히라타 나오라(平田直ら, 2011)처럼 동북일본의 독자판이라고 하거나, 사나리와 오카다(更には岡田, 2012)처럼 북아메리카판이라고 하는 등 학계의 논쟁이 지속중이기 때문에 단순 '대륙지각'이라고 언급한다.
3. ↑  도호쿠 지방 태평양 해역 지진의 단층 크기는 지진 분석마다 서로 다른 값이 나온다. 여기에 최소값과 최대값을 모두 포함한 값인 가로 150-200km, 세로 400-500km이라고 쓴다.
4. ↑  문헌에 따라 다르며 최소 30m-최대 60m까지 연구결과가 차이난다.
5. ↑  大木、纐纈 (2011)의 논문에서도 나왔지만, 2007년 간행된 일본 "지진예지과학" 서문에서는 "지금 우리는 의외로 대단한 것을 알고 있다"라는 문구 밑으로 지진 예지에 대해 설명하고 있다.
6. ↑  히라(平, 1990)의 연구에 따르면 서남일본이 약 45도 회전하며 남하하여 지금의 일본이 되었다고 말했다.
7. ↑  오가와, 히사다(2005년)의 연구에 따르면, 섭입성 침식 작용(일본어 造構性浸食作用)은 가라앉는 해양판의 퇴적물이 대륙판에 달라붙는 부가체완 정 반대의 현상이라고 설명하고 있다.
8. ↑  두 번째 단층파괴에서 수십m가 미끄러진 원인에 대한 가설로는 여러 원인이 복합적으로 작용되었을 수도 있으며, 実際松澤(2012) 등은 여기에 거론된 가설이 복합적으로 작용한 것이라 주장한다.
9. ↑  다카하시(高橋, 2011) 등에 따르면 쓰나미의 높이는 보통 소상높이가 침수높이보다 높지만, 평야에 밀려 오는 해일인 경우 육지 깊숙히 쓰나미가 밀려들어가는 과정에서 지면과의 마찰 등으로 해안 부근에서 소상높이보다 침수높이가 더 높은 지역이 있다. 실제로 미야기현 많은 지역에서 소상높이보다 침수높이가 높은 지역이 여럿 나왔다. 따라서 도호쿠 지방 태평양 해역 지진 합동조사단의 보고집인 "쓰나미 합동조사결의 전체 개요와 그 분석 결과"(津波合同調査の全体概要とその解析結果, 2011)에선 소상높이와 침수높이 중 높은 값을 쓴다는 의미에서 '흔적높이'라는 용어를 사용했으며 이 글에서도 흔적높이를 사용한다.
10. ↑  와카미쓰(若松, 2011) 등은 도호쿠 지방에서 간토 지방에 걸친 넓은 영역에서 토양액상화 현상이 심각하게 나타나고 있다고 말하며, 아코지마(阿子島, 2011) 등은 센다이시, 스카가와시 등에서 산사태 피해 등 쓰나미 외 다른 피해가 크다고 주장하곤 있으나 쓰나미로 일어난 막대한 피해와 비교하면 쓰나미 피해의 비중이 가장 크다.
11. ↑  사다케(佐竹, 2011) 및 오카다(岡田, 2012) 등에 의하면 메이지 산리쿠 해역 지진은 센다이평야 내륙까지 해일이 닿지 않았던 것은 확인되었으나 조간지진은 단주기의 높은 쓰나미가 덮치지 않았음이 확인되지 않아, 일부 학자들은 조간지진의 쓰나미도 도호쿠 지방 태평양 해역 지진의 쓰나미처럼 두가지 성질을 다 가진 쓰나미라 추정하기도 한다.